# Engis
Engis (wa. Indji) – miejscowość i gmina (commune) w Belgii, w Regionie Walońskim, w prowincji Liège, w okręgu Huy. Według Dyrekcji Generalnej Instytucji i Ludności, 1 stycznia 2024 roku gmina liczyła 6296 mieszkańców.

## Podział administracyjny
W skład gminy wchodzą dwie dzielnice (section):
- Clermont-sous-Huy
- Hermalle-sous-Huy

## Osoby

### związane z miejscowością
- Jean-Pierre i Luc Dardenne (1951), reżyserzy

## Współpraca
Miejscowość partnerska:
- Ribécourt-Dreslincourt, Francja